# Vatica chartacea
Espèce
Classification phylogénétique
Statut de conservation UICN

 EN  : En danger
 Vatica chartacea est un grand arbre sempervirent endémique de Bornéo.

## Répartition
Forêts fluviales et de collines basses de Bornéo.

## Préservation
Espèce en danger critique d'extinction du fait de la déforestation et l'exploitation forestière.